# Montévraz
Montévraz (toponimo francese) è una frazione di 529 abitanti del comune svizzero di Le Mouret, nel Canton Friburgo (distretto della Sarine).

## Storia

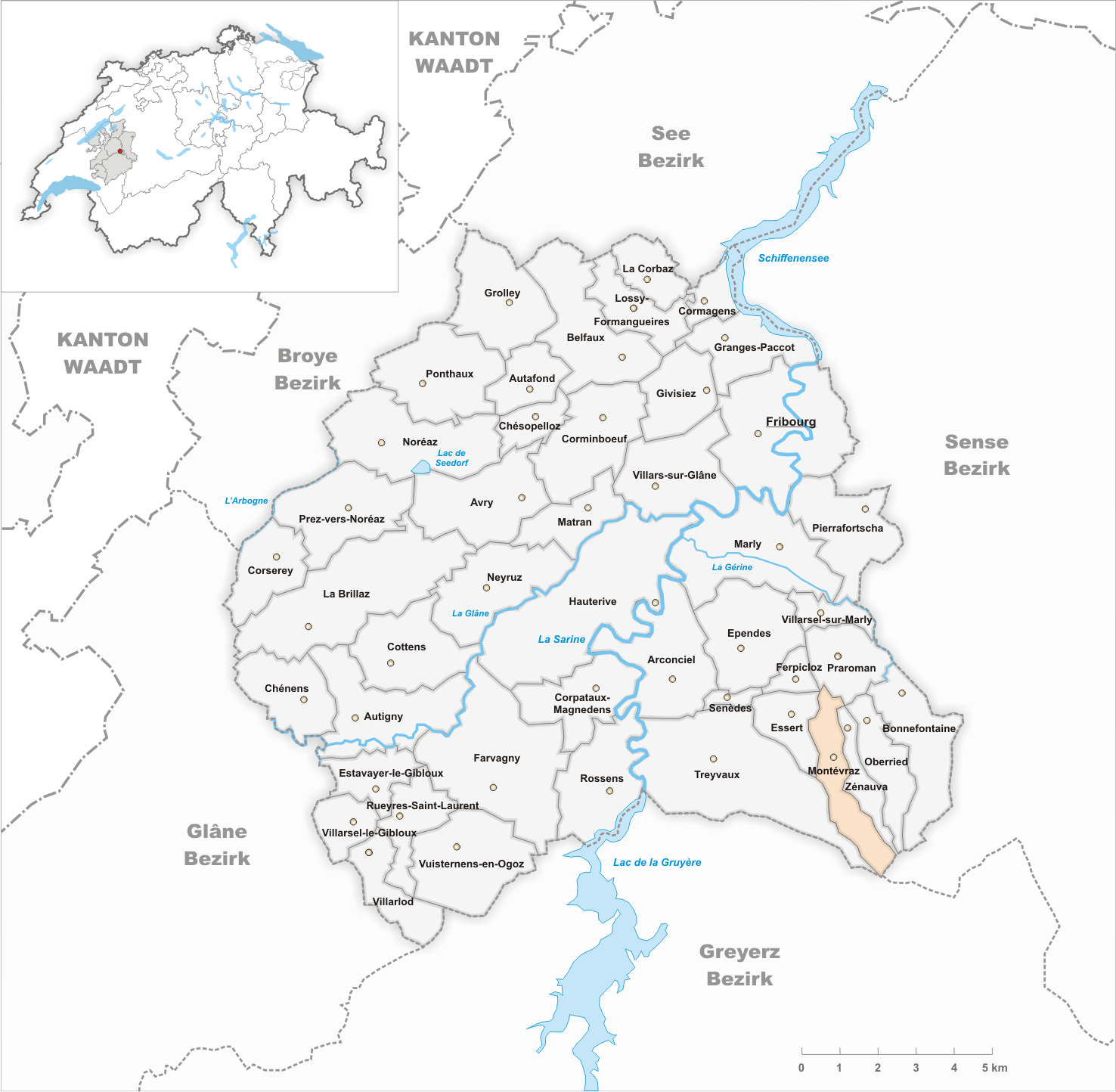
Il territorio del comune di Montévraz prima degli accorpamenti comunali del 2003

Già comune autonomo che comprendeva le frazioni di Montévraz-Dessous, Montévraz-Dessus, Montembloud e Pramathaux, il 1º gennaio 2003 è stato accorpato agli altri comuni soppressi di Bonnefontaine, Essert, Oberried, Praroman e Zénauva per formare il nuovo comune di Le Mouret.

## Monumenti e luoghi d'interesse
- Cappella cattolica di Nostra Signora delle Grazie (già dei Santi Pietro e Margherita), attestata da 1654 e ricostruita nel 1924 e nel 1951[1].

## Società

### Evoluzione demografica
L'evoluzione demografica è riportata nella seguente tabella:
Abitanti censiti

## Amministrazione
Ogni famiglia originaria del luogo fa parte del comune patriziale che ha la responsabilità della manutenzione di ogni bene comune.